# William Henry Perkin

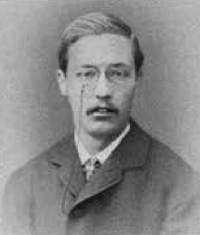
Perkin als junger Chemiker ca. 1860

Sir William Henry Perkin (* 12. März 1838 in East End, London; † 14. Juli 1907 in Sudbury) war ein britischer Chemiker und Industrieller.
Perkin erfand 1856 zufällig den ersten synthetischen Farbstoff, das Mauvein.
Er gründete ein bedeutendes Farbstoff-Unternehmen, blieb jedoch zugleich Forscher. Er entwickelte Synthesen zur Darstellung von Zimtsäure und Cumarin.

## Leben und Wirken
Perkin war der Sohn eines Baumeisters. Nach Besuch einer Privatschule ging Perkin auf die City of London School. Als Schüler konstruierte der junge Perkin Dampfmaschinen, mit 12–13 Jahren regte sich sein Interesse für Chemie. Mit 15 Jahren (1853) wurde Perkin nach Fürsprache seines Lehrers Thomas Hall Student am Royal College of Chemistry unter Leitung von August Wilhelm von Hofmann. Perkin schloss den Ausbildungsgang der qualitativen, quantitativen und gasanalytischen Untersuchungen schnell ab und begann im zweiten Studienjahr eigene experimentelle Untersuchungen.
Bereits mit 17 Jahren wurde Perkin Titular-Assistent bei Hofmann in dessen Londoner Labor. Perkin untersuchte das Anthracen und erforschte die Nitrierung und Reduktion von aromatischen Nitroverbindungen. Aus der Oxidation von Anthracen erhielt Perkin das Anthrachinon. Ferner untersuchte Perkin die Einwirkung von Chlorcyan auf Naphthylamin.
1856 wurde bei dem Versuch, Chinin synthetisch durch Oxidation von Allyltoluidin darzustellen, durch Umsetzung von Anilin mit Kaliumdichromat der Mauvein-Farbstoff (Perkin-Violett, Anilinpurpur) erfunden.
Perkin begründete eine Anilinfarbenfabrik, vermarktete weitere Farbstoffe wie z. B. Britannia-Violett, Perkin-Grün und entwickelte um 1868 die so genannte Perkin-Reaktion zur Herstellung von ungesättigten organischen Säuren durch Kondensation von Aldehyden mit Natriumsalzen von Carbonsäuren unter dem Einfluss von Säureanhydriden.
Mit 18 Jahren sicherte sich Perkin seine Erfindung durch ein Patent (Patent Nr. 1984, 26. August 1856) ab und gründete eine chemische Fabrik in Greenford Green bei Sudbury. Bereits 1857 stand das neue Fabrikgebäude und der Farbstoff Mauvein kam etwas später unter der Bezeichnung Aniline Purple und Tyrian Purple in den Handel. Zunächst wurde das Mauvein nur zur Färbung von Seide, später zur Färbung von Baumwolle benutzt. Bald wurden auch von anderen Entdeckern neue Teerfarbstoffe in den Handel gebracht.
Perkin hatte sich beim Fabrikgebäude auch ein kleines Labor eingerichtet, in dem er weiter auf den Gebieten der organischen Chemie forschte. 1858 entdeckte Perkin die Herstellung von Aminoessigsäure  aus Bromessigsäure und Ammoniak. 1867 untersuchte Perkin die Reaktion von Essigsäureanhydrid auf aromatische Aldehyde. Er erhielt ungesättigte aromatische Säuren. Diese wichtige Reaktion in der organischen Chemie ist unter dem Namen Perkin-Reaktion bekannt. Kurz darauf erhielt er aus Salicylsäure, Benzaldehyd mit Essigsäureanhydrid das Cumarin (1868) und die Zimtsäure. Cumarin war der erste wichtige Duftstoff des Steinkohleteers und mit Fougère Royale kam 1881 das erste Parfüm auf den Markt, das auf einem synthetischen Duftstoff basierte. Es war ein großer Erfolg. Zimtsäure wurde wichtiges Ausgangsmaterial für die erste Indigosynthese.
Nach Graebe und Liebermann meldete auch Perkin etwas später ein Patent zur Herstellung von Alizarin aus Anthracen an. Insbesondere die Herstellung von Alizarin aus Anthrachinondisulfonsäure ist zeitgleich von Graebe, Liebermann (Patent 1936, 25. Juni 1869) und Perkin (Patent 1948, 26. Juni 1869) angemeldet worden. Im Jahr 1870 produzierte Perkins Fabrik in Greenford 40 Tonnen Alizarin, 1871 waren es bereits 220 Tonnen. Perkins Fabrik war 1870 die erste Chemiefabrik, die Alizarin synthetisch herstellte. Im Jahr 1874 verkaufte Perkin seine Fabrik und zog sich von der unternehmerischen Tätigkeit zurück.
Später untersuchte er das magnetische Verhalten von Stoffen. Seine Söhne William Henry Perkin Jr., Frederick Mollwo Perkin und Arthur George Perkin wurden ebenfalls Chemiker.

### Ämter

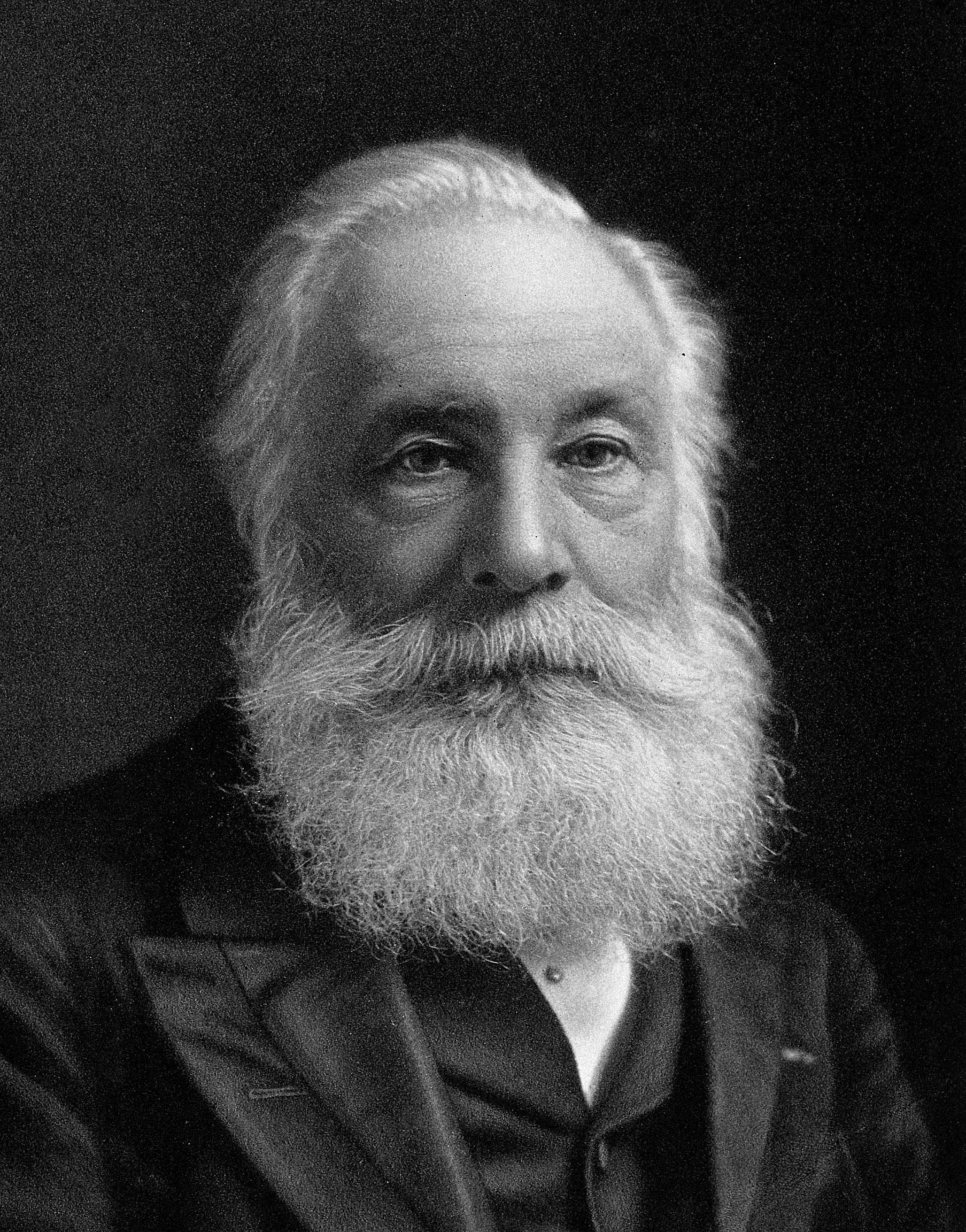
William Henry Perkin

Perkin war seit 1866 Mitglied der Royal Society; 1879 bis 1881 und 1892 bis 1894 war er im Vorstand der Royal Society. Ferner war er seit 1856 Mitglied der Chemical Society, 1861 bis 1862 und 1868 bis 1869 war er dessen Vorstand, 1869 bis 1883 war er Sekretär und zwischen 1883 und 1885 Präsident. Perkin war zwischen 1884 und 1885 Präsident der Society of Chemical Industry, Präsident der Society of Dyers and Colourists, Präsident der Faraday Society.

### Auszeichnungen
- 1879 Medaille der Royal Society: Royal Medal
- 1889 Royal Society: Davy-Medaille
- 1888 Chemical Society: Longstaff Medaille
- 1890 Society of Arts: Albert-Medaille
- 1892 Institution of Gas Engineers: Birmingham Medaille
- 1898 Society of Chemical Industry: Gold-Medaille
- 1906 Gesellschaft Deutscher Chemiker: Hofmann-Medaille
- 1906 Société Chimique de France: Lavoisier-Medaille
- 1906 Ritterschlag durch den König als Knight Bachelor, er führte fortan den Adelstitel „Sir“

Nach ihm ist die Perkin Medal der Society of Chemical Industry benannt, deren erster Träger er war, sowie der Perkin Prize for Organic Chemistry.
Die 1972 bis 2002 erschienenen Perkin Transactions wurden ebenfalls nach ihm benannt.